# Bauhinia hiemalis
Bauhinia hiemalis là một loài thực vật có hoa trong họ Đậu. Loài này được Malme miêu tả khoa học đầu tiên.